# 托雷西利亚斯德拉铁萨
托雷西利亚斯德拉铁萨，是西班牙埃斯特雷马杜拉卡塞雷斯省的一个市镇。总面积140平方公里，总人口1190人（2001年），人口密度9人/平方公里。